# Adamivka, Radehiv
Adamivka (în ucraineană Адамівка) este un sat în comuna Mîkolaiiv din raionul Radehiv, regiunea Liov, Ucraina.

## Demografie
Componența lingvistică a localității Adamivka
     Ucraineană (100%)
Conform recensământului din 2001, toată populația localității Adamivka era vorbitoare de ucraineană (100%).